# Lectra
Lectra — французская компания, разработчик программного обеспечения и оборудования для промышленности, в первую очередь для швейной. Штаб-квартира расположена в XVI округе Парижа.

## История
Компания была основана в 1973 году в Бордо под названием Lectra Systèmes. В 1987 году провела первичное публичное предложение на Парижской фондовой бирже. В декабре 1990 года Lectra Systèmes была поглощена инвестиционной компанией Compagnie Financière du Scribe, которой руководили братья Даниель и Андре Харари.
В 2021 году была куплена компания Gerber Technology. Она была основана в 1968 году, базировалась в Коннектикуте (США) и занималась производством оборудования для автоматизации пошива одежды.

## Собственники и руководство
Даниель Харари (Daniel Harari, род. 2 августа 1954 года в Египте) — председатель совета директоров и генеральный директор с 1991 года, а также крупнейший акционер (14,48 %).

## Деятельность
Компания Lectra разрабатывает и производит автоматическое раскройное и швейное оборудование и программное обеспечение к нему. Также разрабатывает программное обеспечение для других отраслей промышленности, включая системы автоматизированного проектирования и автоматизированного производства. Основная фабрика находится в коммуне Сестас близ Бордо, также есть предприятия в США (Толланд, Коннектикут) и КНР (Сучжоу). В 2023 году в компании работало 2550 человек, из них около трети во Франции.
Выручка компании за 2023 года составила 478 млн евро, её распределение по регионам: Европа — 33 %, Америка — 36 %, Азиатско-Тихоокеанский регион — 23 %, другие регионы — 8 %. Главными рынками были США (20 % выручки), Мексика (10 %), Италия (9 %), КНР (8 %) и Франция (5 %).